# Bierhütte
Bierhütte ist ein Ortsteil der Gemeinde Hohenau im niederbayerischen Landkreis Freyung-Grafenau.

## Lage
Das Dorf Bierhütte liegt im Bayerischen Wald knapp drei Kilometer östlich von Hohenau nördlich der Bundesstraße 533.

## Geschichte
Die ehemalige Waldglashütte wurde bereits 1512 mit dem Schärdinger Hüttenmeister Pleuer erwähnt. 1545 erwarb Jakob von Puchberg die Glashütte „Zum Pleuer bei dem untern Chreutzberg“. Die Puchberger, deren Stammsitz Burg Buchberg in Österreich war, erhielten 1546 vom Passauer Fürstbischof Wolfgang von Salm die Lizenz zum Brauen und ließen um 1555 das Gut in eine Herrschaftsbrauerei umbauen.
Nachdem das Geschlecht der Puchberger 1558 ausgestorben war, gehörte die Bräustätte in der zweiten Hälfte des 16. Jahrhunderts den Freiherren von Schwarzenberg und Hohenlandsberg. 1592 kaufte Fürstbischof Urban von Trennbach die Herrschaft Wildenstein-Puchberg von Jakob von Schwarzenberg, womit er auch das Gut Hütten übernahm. 1593 taucht die Pierhittn unter diesem Namen erstmals auf einer Landkarte auf. Das Bier durfte zwar gebraut, aber nicht ausgeschenkt werden, der Betrieb einer Tafernwirtschaft in Hütten wie dieser war ausdrücklich verboten.
Nachdem 1721 die Brauerei mitsamt der Amtswohnung bis auf die Grundmauern abgebrannt war, errichtete man den jetzigen stattlichen Bau, der 1810 noch etwas umgestaltet wurde. Bis zur Säkularisation in Bayern 1803 gab es 13 namentlich bekannte Brauereiverwalter. Um das Brauhaus entwickelte sich ein Dorf, das im Urbar von 1788 aus 17 Anwesen bestand.
1810 wurde der Besitz vom Bayerischen Staat versteigert. Für 14.300 Gulden wurde Lorenz von Lang neuer Eigentümer. Mit dem Übergang der Bierhütte an die Familie Petzi im Jahr 1916 wurde der Brauereibetrieb eingestellt. Danach gab es noch eine kleine Wirtschaft, Lager- und Wohnräume. Der Zustand des Gebäudes verschlechterte sich zusehends, und der Verfall drohte.
1967 erwarb die Familie Störzer das heruntergekommene Gebäude und nahm im selben Jahr den äußeren und inneren Umbau in Angriff. Das Gebäude blieb als Baudenkmal erhalten, und 1973 öffnete es als Hotel und Restaurant seine Tore. Architekt Ludwig Störzer erhielt dafür 1975 den Ehrenpreis des Bayerischen Wald-Vereins.

## Sehenswürdigkeiten
- Ehemaliges Brauhaus (Hotel). Der schlossähnliche Massivbau mit Putzgliederung und Walmdach wurde nach dem Brand von 1721 neu erbaut und 1810 umgestaltet.
- Marienkapelle. Das neugotische Gebäude stammt aus dem letzten Viertel des 19. Jahrhunderts.

## Persönlichkeiten
In Bierhütte wurde 1730 der später vorwiegend in Kremsmünster lebende Kirchenmusiker Georg Pasterwitz als Sohn des damaligen Verwalters geboren. Eine Gedenktafel an der Nordseite des Hotels erinnert an sein musikalisches Wirken.

## Vereine
- EC Bierhütte
- Freiwillige Feuerwehr Bierhütte